# Отказ от правосъдие
Отказ от правосъдие е нарушение на правото на справедлив процес, при което дадена юрисдикция отказва да се произнесе по спор, по какъвто обикновено го прави. За отказ от правосъдие се смята и извънредното забавяне на произнасянето на такава присъда. Отказ на правосъдие може да бъде и неправомерна намеса на изпълнителната власт, която отменя или променя съдебни решения.